# Coleophora graeca
Coleophora graeca là một loài bướm đêm thuộc họ Coleophoridae. Nó được tìm thấy ở Hy Lạp.